# باول غيري
باول غيري (بالإنجليزية: Paul Geary)‏ هو موسيقي أمريكي، ولد في 24 يوليو 1961 في ميدفورد في الولايات المتحدة.

## وصلات خارجية
- باول غيري على موقع ميوزك برينز (الإنجليزية)
- باول غيري على موقع ديسكوغز (الإنجليزية)